# Indohya haroldi
Indohya haroldi är en spindeldjursart som beskrevs av Harvey och Volschenk 2007. Indohya haroldi ingår i släktet Indohya och familjen Hyidae. Inga underarter finns listade i Catalogue of Life.